# Heino Koschitzki
Heino Koschitzki (* 24. März 1936 in Berlin; † 7. April 2017) war ein deutscher Maler und Grafiker.

## Leben und Werk
Koschitzki machte von 1950 bis 1953 eine Elektrikerlehre. Von 1953 bis 1955 besuchte er die Arbeiter- und Bauernfakultät an der Martin-Luther-Universität Halle/Saale. Ab 1955 diente er freiwillig bei der NVA und wurde Offizier. Von 1963 bis 1968 studierte er an der Fachschule für Klubleiter in Meißen und von 1972 bis 1977 bei Frank Ruddigkeit, Willi Sitte und Hannes H. Wagner Malerei und Grafik an der Hochschule für industrielle Formgestaltung Halle – Burg Giebichenstein in Halle/Saale. Ab 1976 leitete er im Stahl- und Walzwerk Hettstedt einen Mal- und Zeichenzirkel. Mitglieder einer Brigade des Werkes bei der Arbeit bildeten das Sujet des Triptychons, das er für sein Diplom schuf.
Nach dem Studium war Koschitzki bis 1980 freischaffend in Halle tätig. Von 1980 bis 1991 hatte er dort an der Fakultät für Bildende und Angewandte Kunst der Hochschule Burg Giebichenstein einen Lehrauftrag für zeichnerisches Naturstudium.
1980 zog Koschitzki nach Molmerswende. Dort hatte er ab 1991 in der Hauptstraße 24a sein Atelier als freischaffender Maler und Grafiker. Er schuf u. a. Auftragswerke für die Leunawerke.
Koschitzki war mit Renate Koschitzki verheiratet. Er wurde auf dem Friedhof Molmerswende beigesetzt.

## Werke (Auswahl)

### Tafelbilder
- Warten (Öl; 95,0 × 123,0 cm; auf der IX. Kunstausstellung der DDR; Kunstarchiv Beeskow)[4]
- Der schwarze Fluss (1978/1979, Öl; auf der IX. Kunstausstellung der DDR)[5]
- Wehrpflichtig (1979, Triptychon, Öl; auf der X. Kunstausstellung der DDR)[6][7][8]
- Genossen (1985, Öl)

### Zeichenkunst und Grafik
- Landesverteidigung (1979, Folge von Farb-Zinkografien)
- Teiche nach der Braunkohle (1988, Graphit-Zeichnung, 27 × 45,8 cm; Otto-Dix-Haus Gera)

### Buchillustrationen
- Gerald Große und Horst Adam: Unterwegs im Spreewald. Domowina-Verlag, Bautzen, 1990, ISBN 3-7420-0520-0. (mit Reproduktionen von sechs Grafiken)
- Jürgen Jankofsky: Sekret. Mitteldeutscher Verlag, Halle, 2008, ISBN 978-3-89812-570-3 (mit weiteren Illustratoren)

## Ausstellungen (mutmaßlich unvollständig)

### Einzelausstellungen
- 1986: Halle, Galerie Marktschlösschen
- 1989: Bernburg, Galerie Altes Haus des Schlossmuseums
- 2013: Hettstadt, Kopierzentrum[9]

### Ausstellungsbeteiligungen
- 1979: Halle/Saale, Bezirkskunstausstellung
- 1982/1983: Dresden, IX. Kunstausstellung der DDR
- 1981: Dresden („25 Jahre NVA“)
- 2016: Leuna, Kulturhaus Leuna („Leuna in der bildenden Kunst“)